# Elise Brandes
Elise Brandes født Rustad (24. juli 1873 i Lysaker, Bærum – 3. november 1918 i København) var billedhugger med speciale i portrætbuster. Hun blev i december 1900 gift med den 26 år ældre Edvard Brandes.
Hun er uddannet ved Den Kgl. Tegneskole i Kristiania (senere Oslo), Kunstskolen for Kvinder og fra 1905-1906 på Kunstakademiet i København. Hendes vigtigste udstillinger var Charlottenborgs Forårsudstilling 1906-1910 og Den baltiske udstilling i Malmö 1914. 
Elise og Edvard Brandes bosatte sig i København i Edvard Brandes lejlighed i Kronprinsessegade og i 1903 i en nybygget villa i Skjoldsgade, tegnet af Eugen Jørgensen, der blandt andet var indrettet med et stort atelier til Elise. Hun modelerede portrætter af sin mand, Georg Brandes, Gustav Wied og andre fremtrædende folk fra litteratur og kunst. En del af portrætterne blev støbt i bronze og står nu i offentlige institutioner. Busten af hendes mand står i Folketingets Vandrehal og en anden portrætbuste af ham på Politikens redaktion. Hendes buste af forfatteren Gustav Wied er rejst ved muren om biskoppens have på hjørnet af Domkirkestræde og Skt. Olsgade i Roskilde. 